# Grazia Raffa
Grazia Raffa (Messina, 11 maggio 1931 – Genova, 12 marzo 2018) è stata una poetessa italiana.

## Biografia
Nasce a Pace, frazione di Messina, nel 1931. Ultima di cinque figli, nel 1936 si trasferisce a Genova con la famiglia dove resterà per il resto della vita. I primi versi pubblicati affrontano il tema della rivoluzione ungherese del 1956. Collabora con giornali locali come il Corriere Mercantile di Genova pubblicando poesie e brevi racconti. Nel 1971 viene segnalata a Taranto per il premio Santissima Croce di poesia religiosa. Nel 1972 pubblica la sua prima raccolta poetica Gocce nel mare. Nel 1974 pubblica Dopo l'umiliazione delle foglie e nel 1976 la raccolta Sotto le scorie con prefazione del critico letterario Elio Andriuoli. Nel 1978 pubblica L'anguria bianca con la prefazione del critico letterario Giorgio Barberi Squarotti insieme alla ripubblicazione delle precedenti raccolte con il titolo Tutte le Poesie. Attraverso critici letterari come Roberto Damiani, Santi Emanuele Barberini, Amato Novelli e Socrate Landi, le sue liriche vengono presentate in diversi centri culturali come il Circolo della Stampa di Trieste, l'Associazione Italo-Americana di Genova e l'Università Popolare Sestrese. 
Considerata positivamente anche dalla critica internazionale, il suo linguaggio poetico è giudicato diretto, sintetico e privo di retorica, ed anche immediato, incisivo, creativo e perfino folgorante.
Il tema più caro alla poetica di Raffa è quello religioso: nel 1987, in occasione dell’Anno Mariano proclamato da Giovanni Paolo II, compone versi in endecasillabi ispirati agli appellativi con cui viene tradizionalmente invocata la Madonna. Quindi nel 1990 pubblica La madonna in versi, con una presentazione critica di Amato Novelli. Nove anni dopo l'opera viene ripubblicata integrata con la storia del Santuario di Nostra Signora della Guardia (Castiglione Chiavarese) che pure aveva ispirato il suo lavoro. La storia del santuario, a cui i versi fanno da cornice, è a sua volta una ripubblicazione aggiornata di quella scritta dal fondatore del santuario Luigi Persoglio (1830-1911).
Con molti altri tra cui Novelli, che ha scritto anche una prefazione ad una sua raccolta poetica, è tra i poeti del "Corimbo" Amici della Poesia, un'associazione di poeti genovesi.
Nella sua vita la Raffa si è dedicata anche con passione all'educazione dei più giovani. Nel 1980 pubblica Le avventure di Pettobianco. Partecipa a progetti educativi in scuole statali come la scuola media "Divisione Julia" di Trieste attraverso la collaborazione con l'insegnante Duja Kaucic Cramer e la scuola elementare "Giuseppe Garibaldi" di Genova attraverso la collaborazione con la maestra Ivana Niccolai a cui dedica anche la prefazione di "Super Fauna" un suo libro di filastrocche pubblicato nel 2002. In collaborazione con le insegnanti scrive versi su argomenti disparati, dai frattali alle regole della buona educazione, secondo i temi delle unità didattiche proposte. Alcuni versi frutto di queste esperienze educative sono pubblicati in siti didattici come Base Cinque, Maecla e Pintadera. L'ultima sua pubblicazione cartacea, dal titolo emblematico Preludio al silenzio, è del 2010. L'opera è dedicata al prof. Giorgio Barberi Squarotti, che è anche autore della prefazione, e alla sua amica pianista e benefattrice Bice Costa Horszowski. 

### Morte
Muore nel 2018 a 87 anni ed è sepolta a Genova nel Cimitero monumentale di Staglieno.

## Riconoscimenti e premi
- 1973, 1º premio Settore Poesia Ecologica, Mede, Pavia
- 1975, finalista al premio "L'Autore", Firenze
- 1977, Medaglia Aurea Settore Poesia Religiosa, Vigevano
- 1977, 1º premio Rassegna d'Arte Ligure, Genova
- 1978, 1º premio Associazione Cattolica Artisti, Genova
- 1978, 1º premio Convivio Letterario, Milano[2]

## Opere
Raccolte poetiche
- Gocce nel mare, Padova, Rebellato, 1972, SBN SBL0595119.
- Dopo l'umiliazione delle foglie, Padova, Rebellato, 1974, SBN SBL0567213.
- Sotto le scorie, prefazione di Elio Andriuoli, Roma, Gabrieli, 1976.
- L'anguria bianca, in Poesie, prefazione di Giorgio Barberi Squarotti, Roma, Gabrieli, 1978, SBN LIG0007618.
- La bellezza e la quiete: poesie, Genova, Edizioni culturali internazionalI, 1988, SBN CFI0126885.
- La Madonna in poesia, Presentazione di Amato Novelli, Pinerolo, Alzani, 1990, SBN LIG0042402.
- Il gioco delle antitesi, prefazione di Amato Novelli, Roma, Gabrieli, 1999.
- Preludio al silenzio: poesie, prefazione di Giorgio Barberi Squarotti, Genova, Edizioni culturali internazionali, 2010, SBN LIG0097465.

Favolistica:
- Le avventure di Pettobianco, Foto di Dino Raffa, Genova, Nuova editrice genovese, 1980, SBN LIG0027435.
- Super Fauna, Italia, 2002, SBN SGE0023350.